# Angelo Tosoni
Angelo Tosoni, né le 18 mai 1952 à Castenedolo (Lombardie), est un coureur cycliste italien, professionnel de 1977 à 1980,. 

## Palmarès
- 1973
  - 3e du Giro del Medio Po
- 1974
  - 3e et 4e étapes du Tour de la Vallée d'Aoste
  - Coppa Lino Limonta
  - 2e du Trofeo Silvio Frigerio
- 1975
  - Coppa Città del Marmo
  - Trofeo Renetta Canada
- 1976
  - Monte-Carlo-Alassio
  - 4e étape de la Semaine cycliste bergamasque
  - Trofeo Alberto Triverio
  - 6e étape du Tour de la Vallée d'Aoste
  - Coppa Fiera di Mercatale
  - 2e du Trofeo Banca Popolare di Vicenza
- 1977
  - 3e du Tour du Frioul
- 1980
  - 3e de la Cronostaffetta

## Résultats sur les grands tours

### Tour d'Italie
4 participations
- 1977 : 86e
- 1978 : 65e
- 1979 : 110e
- 1980 : 74e